# Tricimba enderleini
Tricimba enderleini är en tvåvingeart som beskrevs av Oswald Duda 1930. Tricimba enderleini ingår i släktet Tricimba och familjen fritflugor. Inga underarter finns listade i Catalogue of Life.